# 肺移植
肺移植是一种外科手术，醫生将病人患病的肺的部分或全部替换为来自捐赠者健康的肺。捐献者的肺可以从活体捐献者或已故的捐献者身上获取。一个活着的捐献者只能捐献一个肺叶。对于某些肺部疾病，受捐者可能只需要接受一个肺。对于其他肺部疾病，如囊腫性纖維化，受捐者必须接受两个肺。虽然肺移植有一定的相关风险，但它们也可以延长终末期肺病患者的预期寿命，提高他们的生活质量。